# Marzec 2005

## 2 marca2005
- Prezydent Wiktor Juszczenko zapowiedział stopniowe wycofanie 1600 ukraińskich żołnierzy z polskiej strefy w Iraku do 15 października tego roku.

## 3 marca2005
- Przewodniczący komisji śledczej w ukraińskiej Radzie Najwyższej Hryhorij Omelczenko oświadczył, że prokurator generalny Ukrainy powinien wszcząć śledztwo przeciwko Łeonidowi Kuczmie. W swojej wypowiedzi w parlamencie stwierdził, że prokuratura zgromadziła wiele dowodów na współudział byłego prezydenta w zabójstwie opozycyjnego dziennikarza Georgija Gongadzego.
- Steve Fossett, 60-letni amerykański milioner, jako pierwszy człowiek samotnie obleciał kulę ziemską. Jego samolot GlobalFlyer po locie rozpoczętym o godzinie 0.47 czasu GMT z lotniska Salina w stanie Kansas wylądował o 19.48 czasu GMT na tym samym lotnisku.

## 4 marca2005
- Porwana przed miesiącem w Iraku włoska dziennikarka Giuliana Sgrena została uwolniona przez włoskie służby specjalne. Podczas jazdy na lotnisko w Bagdadzie samochód Włochów został ostrzelany przez amerykańskich żołnierzy. Zginął dowódca agentów, a ranni zostali Sgrena, dwóch innych oficerów oraz ich iracki kierowca.
- Nowy zarząd PTC, operatora sieci komórkowej Era, popierany przez Elektrim i Deutsche Telekom przejął kontrolę nad siedzibą spółki. Odbyło się to po przeszło tygodniowym konflikcie ze starym zarządem popieranym przez Vivendi, zakończonym przejściem na drugą stronę firmy ochroniarskiej. Gazeta.pl
- Jurij Krawczenko, były minister spraw wewnętrznych Ukrainy i jeden z głównych podejrzanych w sprawie zabójstwa opozycyjnego dziennikarza Georgija Gongadzego, zastrzelił się albo został zastrzelony. Ciało znalazła w podkijowskiej willi żona. Znaleziono również list obarczający odpowiedzialnością za samobójstwo Łeonida Kuczmę i jego otoczenie.

## 7 marca2005
- Na zwołanej wieczorem konferencji prasowej prezydent Aleksander Kwaśniewski niespodziewanie oświadczył, że nie stawi się przed komisją śledczą ds. afery Orlenu, gdyż nie ma zamiaru „uczestniczyć w tej politycznej awanturze.” Wieczorem w rozmowie z Moniką Olejnik w TVP prezydent nazwał oskarżający go tygodnik „Wprost” „mutacją Urzędu Bezpieczeństwa”. (Gazeta.pl)

## 8 marca2005
- Rosyjskie siły zbrojne obwieściły śmierć przywódcy czeczeńskich separatystów Asłana Maschadowa w wyniku „specjalnej operacji” służb.

## 9 marca2005
- Wicepremier i minister gospodarki Jerzy Hausner publicznie ogłosił swoją prośbę o dymisję z 8 marca. Premier Marek Belka przyjmie ją najprawdopodobniej pod koniec marca, jednak termin odwołania nie został ogłoszony. Składając dymisję Hausner uniknął prawdopodobnego przegłosowania przez posłów opozycji i SLD wotum nieufności na wniosek Samoobrony. Wicepremier zajmie się tworzeniem Partii Demokratycznej.

## 10 marca2005
- Przywódca czeczeńskich separatystów, Asłan Maschadow, został zabity podczas operacji specjalnej wojsk rosyjskich w wiosce Tołstoj-jurt we wtorek, 8 marca. Maschadow ukrywał się w bunkrze pod jednym z domów. Wicepremier lojalnych wobec Rosji władz czeczeńskich, Ramzan Kadyrow, twierdzi, że operacja miała na celu jedynie pojmanie przywódcy separatystów a zabił go prawdopodobnie ktoś z jego ochrony.

## 11 marca2005
- Sąd wysłał międzynarodowy list gończy za Edwardem Mazurem, amerykańskim biznesmenem polskiego pochodzenia. Prokuratura zarzuca mu nakłanianie do zabójstwa szefa polskiej policji. Mazur był ostatnim człowiekiem, który widział Marka Papałę przed śmiercią. (Wydarzenia)

## 12 marca2005
- Ponad 300 osób, głównie narodowości czeczeńskiej, zebrało się w sobotę na manifestacji na Placu Zamkowym w Warszawie chcąc w ten sposób uczcić pamięć oraz sprzeciwić się zabiciu przez Rosjan prezydenta Czeczenii Asłana Maschadowa. Równolegle około 60-osobowa grupa Czeczeńskich uchodźców demonstrowała przed ambasadą rosyjską. (Wikinews)

## 13 marca2005
- Papież Jan Paweł II w porozumieniu z lekarzami opuścił po 18 dniach poliklinikę Gemelli. Dalsza rekonwalescencja odbywać się będzie w Watykanie. Wcześniej w południe pierwszy raz od zabiegu tracheotomii Papież bezpośrednio przemówił do wiernych.

## 15 marca2005
- Ogólnochińskie Zgromadzenie Przedstawicieli Ludowych Chińskiej Republiki Ludowej, uchwaliło tzw. prawo „anty-secesyjne”, które w przypadku ogłoszenia niepodległości przez Republikę Chińską (Tajwan) umożliwia zbrojną interwencję w tym państwie. (Wikinews)

## 17 marca2005
- Premier Marek Belka potwierdził, że poda się do dymisji 5 maja niezależnie od tego czy posłowie podejmą decyzję o samorozwiązaniu Sejmu. Premier opowiedział się również za przeprowadzeniem wyborów do parlamentu 18 czerwca.

## 18 marca2005
- Lekarze z Florydy odłączyli przewody dostarczające pożywienie 41-letniej Amerykance, Terry Schiavo. Uczynili to na polecenie sądu, który przychylił się do wniosku męża sparaliżowanej od 15 lat kobiety. (Wikinews)
- W Kirgistanie odbyły się wybory parlamentarne. Opozycja oskarżyła prezydenta Askara Akajewa o oszustwo wyborcze.

## 19 marca2005
- Prezydent Warszawy Lech Kaczyński ogłosił podczas konwencji konstytucyjnej Prawa i Sprawiedliwości, że zamierza kandydować w najbliższych wyborach prezydenckich. Partia przedstawiła jednocześnie swój projekt konstytucji zakładający zwiększenie roli prezydenta. (Wikinews)

## 22 marca2005
- Sędzia okręgowego sądu federalnego w Tampie na Florydzie odmówił wydania nakazu wznowienia sztucznego odżywiania pogrążonej w śpiączce Terry Schiavo. Z sondażu przeprowadzonego w czasie weekendu przez instytut Gallupa na zamówienie CNN-USA Today wynika, że sześciu na dziesięciu Amerykanów jest zdania, że aparatura, odżywiająca organizm Schiavo, od 15 lat pozostającej w stanie wegetacji, powinna zostać odłączona
- Tulipanowa rewolucja: W kilku miastach miały miejsce protesty przeciwko sfałszowanym wyborom z 13 marca. Demonstranci starli się z milicją.

## 23 marca2005
- Astronomowie po raz pierwszy zbadali światło pochodzące z dwóch planet leżących poza naszym układem słonecznym. Do tej pory planety pozasłoneczne można było obserwować jedynie w sposób pośredni, np. badając ich wpływ grawitacyjny na pobliskie obiekty. Planety TrES-1 b i HD 209458 b mają bardzo wysoką temperaturę – ponad 800°C i znajdują się 130 i 500 lat świetlnych od Ziemi. (VOA News)

## 24 marca2005
- Tulipanowa rewolucja: Sąd Najwyższy Kirgistanu unieważnił wybory parlamentarne z 27 lutego i 13 marca. Kirgiska opozycja, oskarżająca władze o fałszerstwa, ogłosiła zwycięstwo „tulipanowej rewolucji” i zaapelowała o pilne utworzenie rządu tymczasowego. W ręce opozycji dostały się główna siedziba władz oraz telewizja państwowa w stolicy, Biszkeku. Do spokoju wezwał rodaków w telewizyjnym wystąpieniu jej lider, Feliks Kulow. Prezydent Askar Akajew odleciał z rodziną do Kazachstanu, a premier Nikołaj Tanajew podał się do dymisji.
- W Amiens we Francji uroczystości z okazji stulecia śmierci Juliusza Verne’a – prekursora powieści fantastyczno-naukowych. Na światowe spotkanie miłośników książek pisarza zjechali przedstawiciele towarzystw vernowskich z co najmniej 16 państw z Europy, Azji i Ameryki.

## 25 marca2005
- Tulipanowa rewolucja: Parlament Kirgistanu mianował Kurmanbeka Bakijewa tymczasowym prezydentem i premierem. Obalony dotychczasowy prezydent Askar Akajew oskarżył opozycję o dokonanie zamachu stanu i zapowiedział, że jego pobyt za granicą jest tymczasowy.
- Otwarcie wystawy światowej Expo 2005 w Aichi, w Japonii ((Wikinews)
- Białoruska opozycja zorganizowała pod hasłem „Kirgistan” demonstrację przeciwko prezydentowi Aleksandrowi Łukaszence.

## 28 marca2005
- Około 200 km od wybrzeża Sumatry wystąpiły wstrząsy o magnitudzie 8,2. Amerykańska sieć ostrzegania o tsunami (US Pacific Tsunami Warning Center) wydała ostrzeżenie o falach zbliżających się do wybrzeży Oceanu Indyjskiego. Epicentrum trzęsienia znajdowało się w tym samym rejonie, co wstrząsu z 26 grudnia 2004 roku. (bbcworld.com)

## 29 marca2005
- Grzegorz Żemek, były dyrektor generalny Funduszu Obsługi Zadłużenia Zagranicznego (FOZZ), został uznany za winnego przywłaszczenia sobie 15 milionów złotych majątku funduszu i skazany na 9 lat pozbawienia wolności. Jego zastępca Janina Chim została skazana na 6 lat więzienia. Ciąży na nim również zarzut niegospodarności. (Wikinews)

## 31 marca2005
- U Jana Pawła II rozwinęła się infekcja dróg moczowych. Papieżowi podano antybiotyki. (Gazeta.pl)
- Sparaliżowana Amerykanka Terri Schiavo zmarła trzynaście dni po odłączeniu rurki podającej pokarm. (Gazeta.pl)